# WrestleMania 23
Cet article concerne la 23ème édition du pay-per-view WrestleMania. Pour toutes les autres éditions, voir WWE WrestleMania.
La 23e édition de WrestleMania est une manifestation de catch (lutte professionnelle) télédiffusée et visible uniquement en paiement à la séance. L'événement, produit par la World Wrestling Entertainment, a eu lieu le 1er avril 2007 au Ford Field de la ville de Détroit dans le Michigan. John Cena, Shawn Michaels, Batista, The Undertaker, Bobby Lashley, Umaga, Stone Cold Steve Austin, Vince McMahon et Donald Trump sont les vedettes de l'affiche officielle.
L'événement était le premier WrestleMania au Ford Field mais, le second dans la métropole de Détroit (après WrestleMania III au Pontiac Silverdome où un record historique pour la fédération de 93 173 spectateurs a été établi en 1987). L'affluence record du Ford Field a été battu lors de l'évènement avec 80 103 spectateurs, pour des recettes d'environ 5 millions de dollar américain, faisant de WrestleMania 23 le PPV le plus rentable sur le plan financier de l'histoire de la WWE et du catch, écrasant le précédent record de 3,9 millions de dollar américain détenue par WrestleMania X8,.
L'événement a mis en vedette des lutteurs des divisions Raw et SmackDown, créées en 2002 lors de la séparation du personnel de la WWE en deux promotions distinctes et ce fut la première fois que la nouvelle division ECW participait à WrestleMania.
Huit matches, dont quatre mettant en jeu les titres de la fédération, ont été programmés. Chacun d'entre eux est déterminé par des storylines rédigées par les scénaristes de la WWE ; soit par des rivalités survenues avant le pay-per-view, soit par des matchs de qualification en cas de rencontre pour un championnat
Le match principal ou main-event de la soirée est un match simple pour le championnat de la WWE opposant le champion John Cena à Shawn Michaels. La rencontre pour le championnat du monde Poids-Lourds de la WWE opposant le champion Batista à l'Undertaker, invaincue à WrestleMania depuis l’édition 1991, et dont Batista va essayer de casser sa série d’invincibilité. Enfin, la bataille des millionnaires qui est un Hair vs hair match opposant Donald Trump représenté par Bobby Lashley le Champion ECW à Vince McMahon représenté par Umaga le Champion intercontinental de la WWE. Stone Cold Steve Austin était l'arbitre spéciale pour ce match.
80 103 personnes ont réservé leur place pour assister au spectacle, tandis que 1 200 000 personnes ont suivi les rencontres en paiement à la séance, ou pay-per-view.

## Production

### Organisation du spectacle

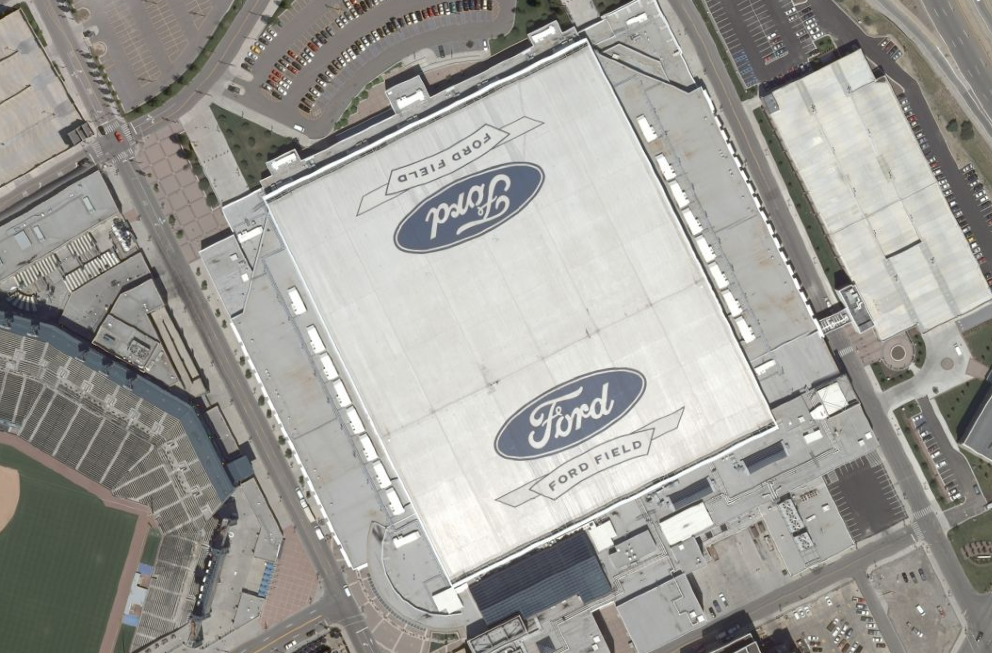
Le Ford Field de Détroit où WrestleMania 23 s'est déroulé.

Lors de la conférence de presse de WrestleMania 22, la WWE a annoncé que la 23e édition de WrestleMania se déroulera au Ford Field à Détroit. Les billets ont été mis en vente à partir du 11 novembre 2006.

La scénographie de WrestleMania 23 a commencé à être élaborée en octobre 2006, après que scénographe de la WWE, Jason Robinson, a reçu le logo final pour l'événement. Robinson et son équipe sont d’abord arrivés au Ford Field Center et ont commencé à planifier la mise en scène et la conception d'éclairage. Après son retour au stade en janvier 2007, Robinson et son équipe ont finalisé la conception de l'événement en février. Le design final a abouti à WrestleMania 23 ayant le plus grand ensemble jamais construit pour une édition de WrestleMania. Il a incorporé 414 écrans vidéo LED et les feux automatiques, 10 projecteurs, 56 projecteurs de type searchlight’, 50 000 m de câble pour la pyrotechnie et l'utilisation d'autres artifices,. Tout ce matériel a donné à l'ensemble une apparence unique pour chaque entrée. La rampe utilisée pour atteindre l'anneau de l'ensemble d'entrée était de 187 pieds de longueur. Même s'il fallait au moins trois semaines pour préparer pleinement le Ford Field Center, le set de montage a commencé la semaine avant WrestleMania et a été achevée peu avant le jour de l'événement. Il a fallu une semaine pour trois cents membres du personnel, de déchargement et de travail de quarante semi-camions, pour assembler l’endroit et monter l'éclairage de l'événement au sein du Ford Field Center, soit beaucoup plus que les quarante heures habituelles,. L'événement terminé, il a fallu une trentaine d'heures pour démonter le décor et l'éclairage, aussi bien plus que les trois heures habituelles requises pour les événements de la WWE hebdomadaires de télévision,

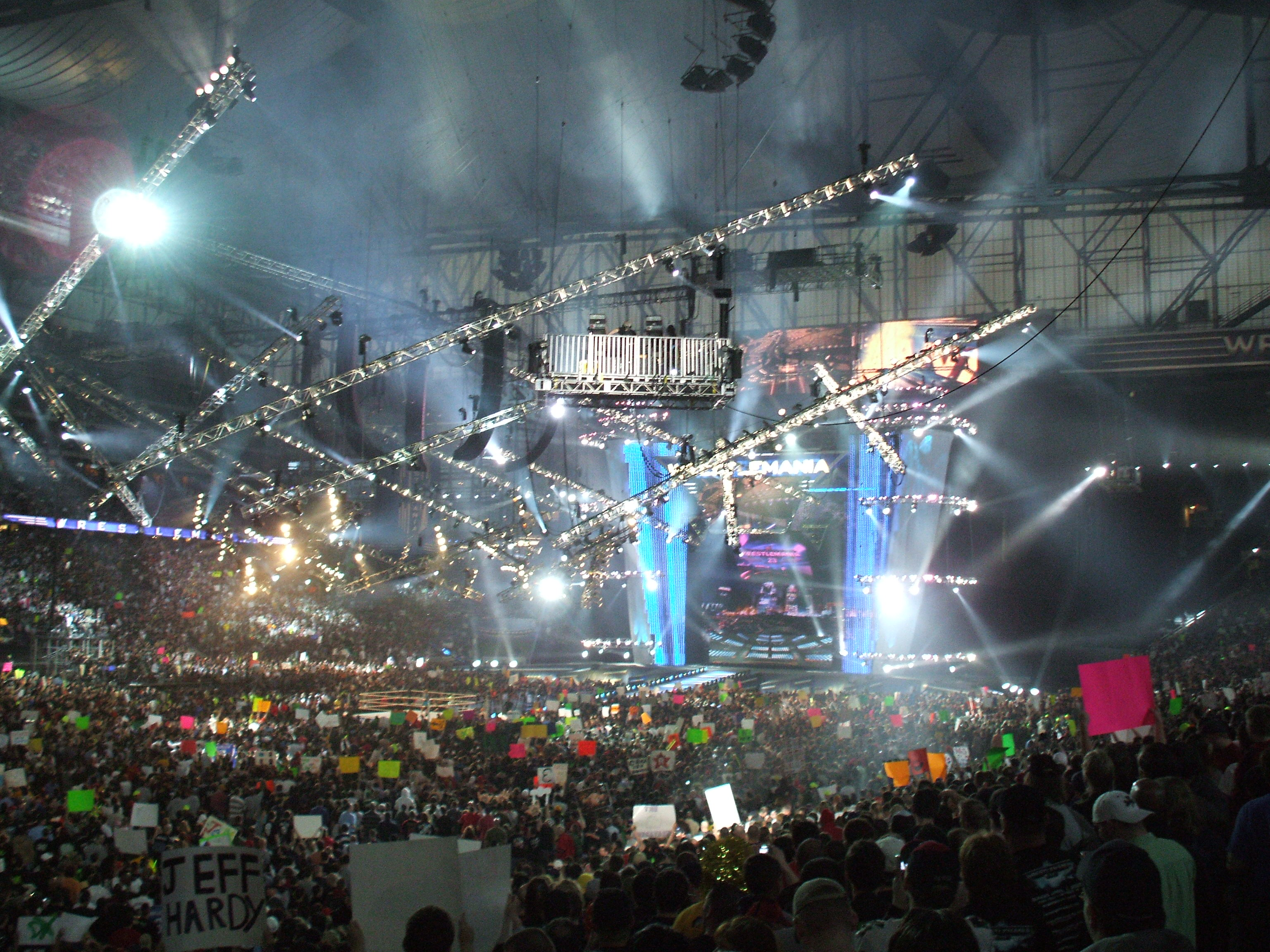
Une affluence record de 80103 spectateurs, faisant de WrestleMania 23 le pay-per-view le plus rentable de l'histoire de la WWE et du catch. Écrasant le précédent record détenue par WrestleMania X8.

La chanson Ladies & Gentlemen de Saliva a été utilisé comme chanson officielle de l’événement. En janvier 2007, la WWE commençait à diffuser des annonces du compte à rebours de WrestleMania, mettant en vedette la chanson Ladies & Gentlemen pour promouvoir l'événement. Une chanson du groupe Default, The Memory will Never Die, a aussi été utilisé pour promouvoir l’événement. Pendant le show, Aretha Franklin était invitée à chanter l’hymne américain, 20 ans après l’avoir fait à WrestleMania III,.
Afin de promouvoir l’événement, John Cena, Shawn Michaels, Batista, The Undertaker, Bobby Lashley, Umaga, Stone Cold Steve Austin, Vince McMahon et Donald Trump figuraient sur l’affiche officielle promotionnelle. Le slogan de l’événement, donc «All Grown Up», faisait référence à l'évolution des lutteurs de leur enfance et leurs rêves de gloire, jusqu’à aujourd’hui. En effet, la WWE diffusait des spots publicitaires uniques en leur genre, dans lesquels on pouvait voir les lutteurs parler brièvement de leurs souvenirs d’enfance, relié au Catch.
Enfin, étant donné que l’événement se déroulait au Ford Field Center, le WWE Champion John Cena effectua son entrée dans une Ford Mustang.

### Hall of Fame
Comme chaque année à WrestleMania, la World Wrestling Entertainment a honoré au sein de son temple de la renommée ou Hall of Fame des personnes ayant contribué à la fédération ou au catch en général. Neuf personnes ont été intronisées en 2007, dont une équipe (la deuxième à recevoir cette distinction). Huit d'entre eux étaient des catcheurs, le dernier était un commentateur.
| Introduit (Véritable nom) | Introduit par                | Notes | Réf.   |
| ------------------------- | ---------------------------- | --- | ------ |
| Dusty Rhodes              | Cody Rhodes et Dustin Rhodes | - 3 fois Champion du monde poids-lourds de la National Wrestling Alliance - 1 fois Champion poids-lourd des États-Unis de la NWA 3 fois Champion du monde télévision de la NWA                                                                  | [ 18 ] |
| "Mr. Perfect" Curt Hennig | Wade Boogs                   | - 4 fois Champion des États-Unis de la World Championship Wrestling - 2 fois Champion du monde par équipe de la WCW. 1 fois Champion du monde poids-lourds de la American Wrestling Association - 1 fois Champion du monde par équipe de la AWA | [ 19 ] |
| Jerry "The King" Lawler   | William Shatner              | - Un des catcheurs le plus titré à ce jour | [ 20 ] |
| Nick Bockwinkel           | Bobby Heenan                 | - 3 fois Champion du monde par équipe de la AWA. | [ 21 ] |
| Mr. Fuji                  | Don Muraco                   | - Il a été le manager de Don Muraco, Yokozuna, Owen Hart ou encore de Davey Boy Smith | [ 22 ] |
| The Sheik                 | Rob Van Dam et Sabu          | - 1 fois Champion des États-Unis de la World Wide Wrestling Federation - Il est considéré comme l'un des catcheurs les plus violents de l'histoire                                                                                              | [ 23 ] |
| The Wild Samoans          | Samula et Matt Anoa'i        | - 3 fois Champion du monde par équipe de la WWF | ,      |
| Jim Ross                  | Stone Cold Steve Austin      | - Il a été commentateur à la WWE de 2002 à 2013 | ,      |

## Contexte
Les spectacles de la World Wrestling Entertainment en paiement à la séance sont constitués de matchs aux résultats prédéterminés par les scénaristes de la WWE. Ces rencontres sont justifiées par des storylines  — une rivalité avec un catcheur, la plupart du temps — ou par des qualifications survenues dans les émissions de la WWE telles que Raw, SmackDown et ECW. Tous les catcheurs possèdent un gimmick, c'est-à-dire qu'ils incarnent un personnage gentil ou méchant, qui évolue au fil des rencontres. Un pay-per-view comme WrestleMania est donc un événement tournant pour les différentes storylines en cours.

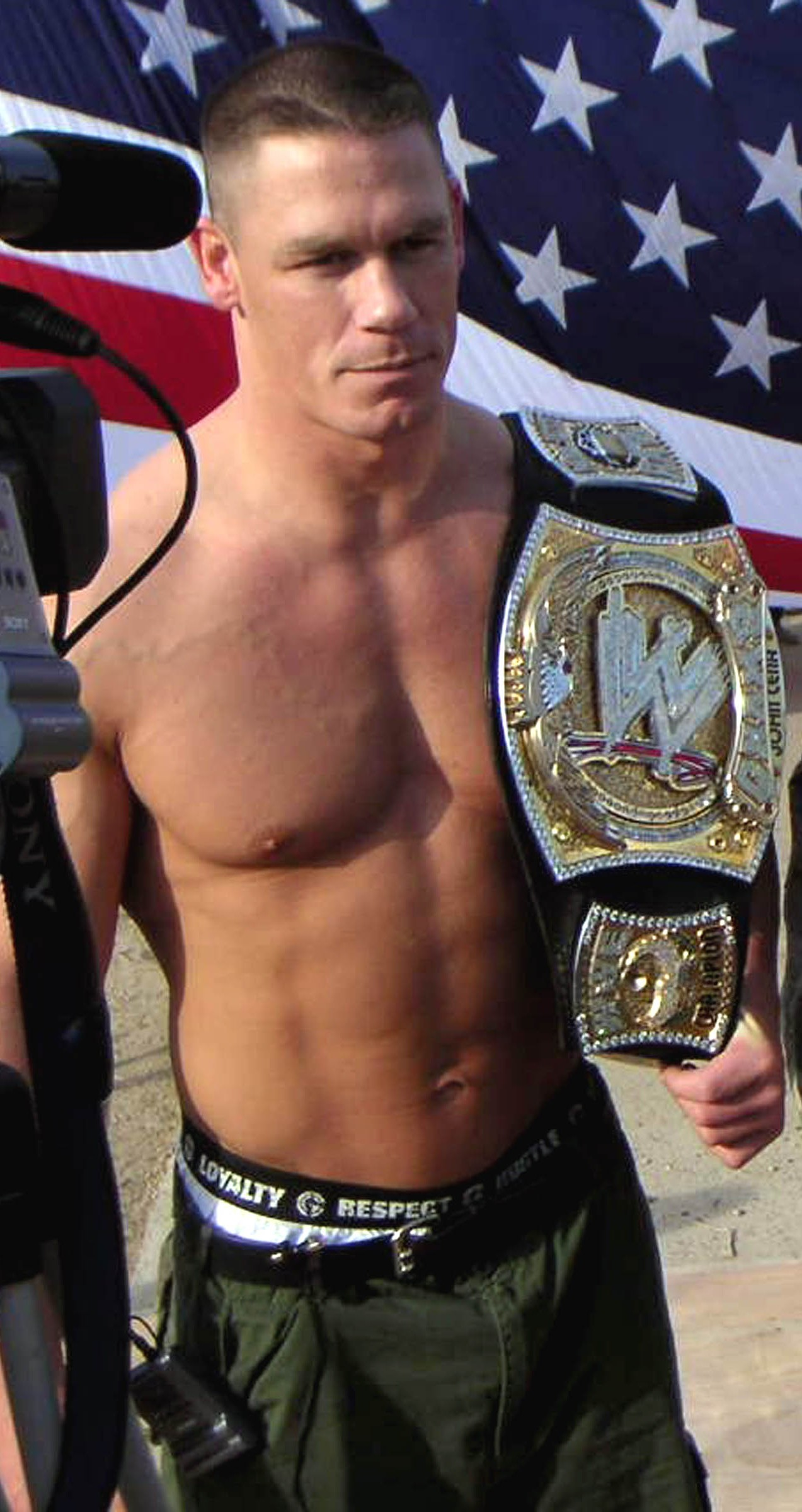
À WrestleMania, John Cena va remettre son 3e titre mondial en jeu, contre Shawn Michaels.

### John Cena contre Shawn Michaels pour le Championnat de la WWE
Depuis la blessure au quadriceps de son partenaire de DX, Triple H à la suite de New Year's Revolution 2007, Shawn Michaels vise le titre de Champion de la WWE détenu par John Cena.
Au Royal Rumble 2007, Michaels échoue à remporter le Royal Rumble match au profit de The Undertaker, ce qui lui donne le droit à un match pour un des titres majeurs de la fédération (le Championnat de la WWE, le Championnat du monde poids-lourds de la WWE ou le Championnat de la ECW). Lors du Raw suivant ce spectacle, Cena et Michaels obtiennent un match pour les Championnats du monde par équipe de Rated-RKO, ils vont remporter ce match et deviennent les nouveaux champions du monde par équipe. Cena devient donc un double champion (champion WWE et champion du monde par équipe).
Lors du Raw du 5 février, The Undertaker choisit d'affronter le champion du monde Poids-Lourds de la WWE Batista, a WrestleMania. Ce qui va découler, sur un Triple Threat Match, entre Edge, Randy Orton et Michaels pour déterminer le challenger no 1 au championnat de la WWE. Michaels va remporter ce match pour devenir challenger no 1 au titre de John Cena. À la suite de plusieurs altercations avec Rated-RKO, Michaels et Cena vont se sauver mutuellement des attaques d'Edge et Randy Orton, mais au fil des semaines, les deux coéquipiers et adversaire se méfient l'un de l'autre à l'approche de Wrestlemania.
À No Way Out 2007, Cena et Michaels vont remporter un match par équipe "inter-promotionnel" (entre Raw et SmackDown) grâce à la trahison de Batista sur The Undertaker. Lors du Raw suivant ce spectacle, une revanche entre les deux équipes sera organisée et là ce sera Michaels qui va trahir Cena, en lui portant un Superkick alors qu'ils dominaient le match. Cette trahison va donner la victoire à Batista et The Undertaker. Depuis lors, les deux lutteurs se cherchent mutuellement.

### Batista contre The Undertaker pour le Championnat du monde poids-lourds

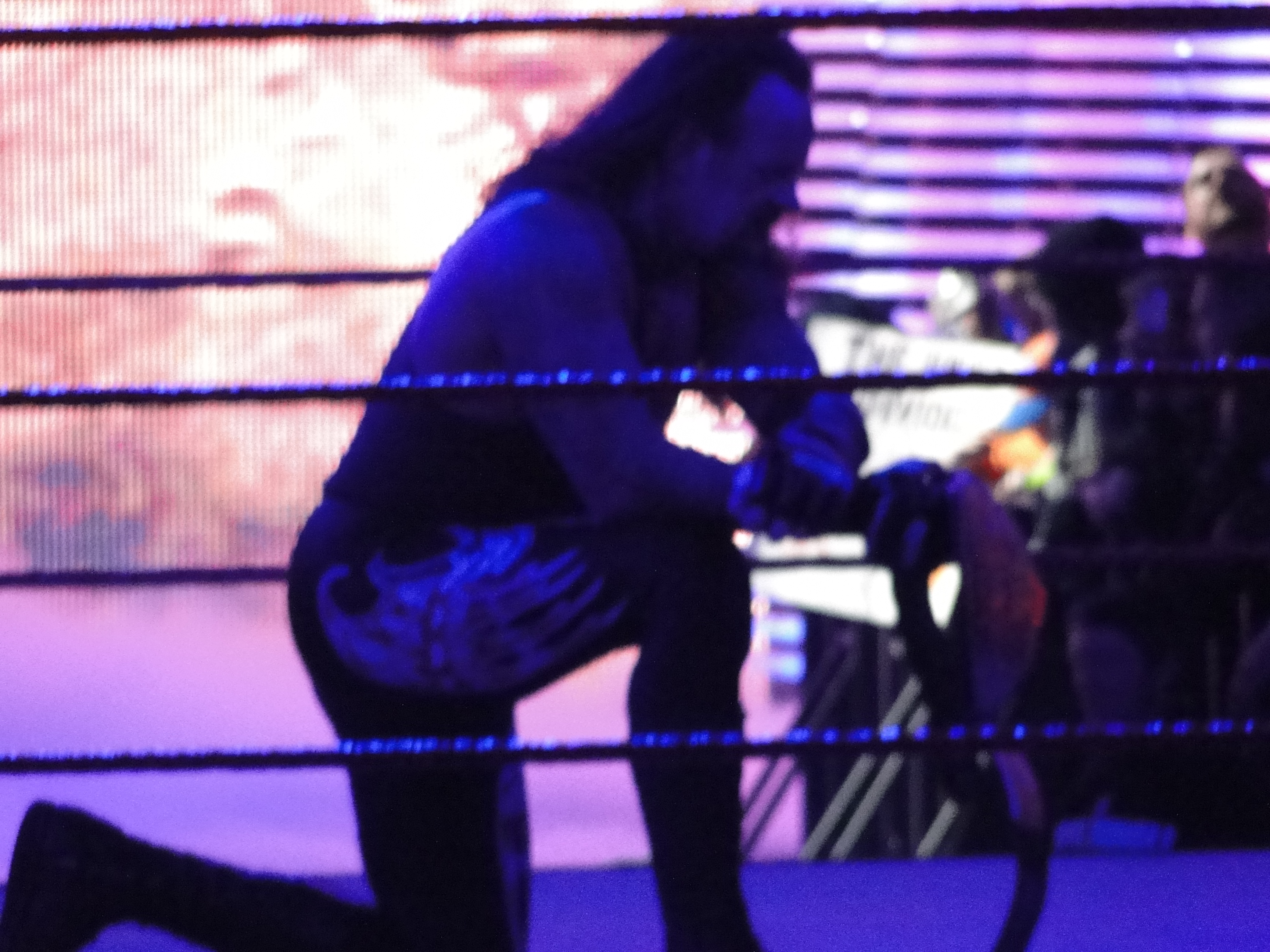
The Undertaker après avoir remporté le Royal Rumble match.

Au Royal Rumble 2007, The Undertaker va remporter le Royal Rumble match, ce qui lui donne le droit à un match pour un des titres majeurs de la fédération le Championnat de la WWE (John Cena), le Championnat du monde poids-lourds de la WWE (Batista) ou le Championnat de la ECW (Bobby Lashley). Lors du Raw du 5 février, The Undertaker choisit d'affronter le Champion du monde poids-lourds de la WWE Batista et lui porte un Chockslam. Dans les semaines suivantes Batista, va prétendre qu'il à un grand respect pour The Undertaker. Lui et The Undertaker vont faire plusieurs matches par équipe, mais ils se méfient l'un de l'autre.
Cependant leur mésentente est de courte durée car Vince McMahon, a organisé un match par équipe "inter-promotionnel" (entre Raw et SmackDown) entre John Cena et Shawn Michaels (ils étaient en rivalité pour le championnat de la WWE), pour Raw et The Undertaker, pour SmackDown à No Way Out.
À No Way Out 2007, à la fin de ce match, alors qu'il dominait le match, Batista va trahir The Undertaker et lui infliger un Spinebuster en réponse du Chokeslam du Raw du 5 février. Cette trahison va permettre à John Cena et Shawn Michaels de gagner. Lors du Raw suivant ce spectacle, une revanche entre les deux équipes sera organisée et là ce sera Michaels qui va trahir Cena, en lui portant un Superkick alors qu'ils dominaient le match. Cet trahison va donner la victoire à Batista et The Undertaker. Depuis lors, les deux lutteurs se cherchent mutuellement.

### Vince McMahon représenté par Umaga contre Donald Trump représenté par Bobby Lashley

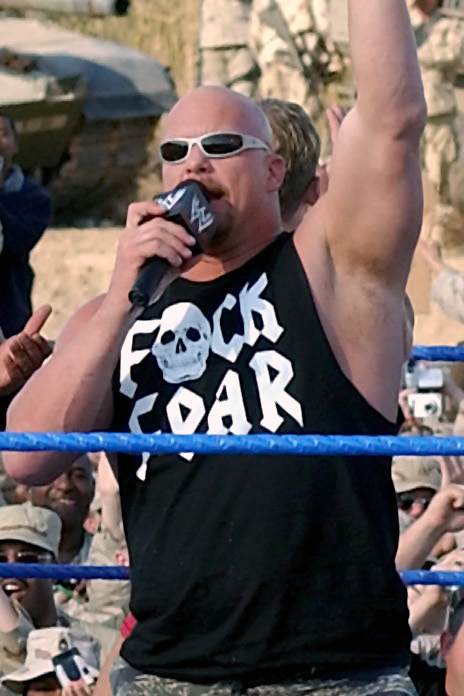
Stone Cold Steve Austin était l’arbitre spécial de la "Battle of the Billionaires".

Depuis le début de l'année 2007, le président de la WWE Vince McMahon, se moque du futur 45e Président des États-Unis Donald Trump. Lors du Raw du 8 janvier, Donald Trump va affronter sa rivale dans la vraie vie, Rosie O’Donnell. Ils vont s'affronter grâce à l’intermédiaire de catcheurs locaux qui vont les représenter, malgré le fait que les catcheurs locaux dérangent Trump et O’Donnell. Trump va remporter cet affrontement.
Lors de la "Fan Appreciation Night" de McMahon au Raw du 29 janvier, Trump interromps McMahon, et va faire tomber de grosses sommes d’argent dans l’arène. Lors du Raw du 12 février, Donald Trump fatigué des moqueries de Vince McMahon, et Trump va lui proposer un match à Wrestlemania mais Vince McMahon va refuser. Il va accepter l'autre proposition de Donald Trump, qui consiste à ce qu'ils choisissent chacun un catcheur qui le représentera à Wrestlemania et le manager gagnant de ce match pourra raser les cheveux du manager perdant, ce match sera ensuite nommé "Battle of the Billionaires". McMahon va décider de choisir le Champion Intercontinental Umaga, quant à Donald Trump il va choisir le Champion de la ECW Bobby Lashley.
Lors d'un épisode de la ECW, après avoir défendu avec succès son championnat de la ECW contre Hardcore Holly dans un match en cage, Lashley va charger la cage, la briser et atterrir sur Umaga, qui était au bord du ring.
Lors du Raw du 5 mars, un arbitre spécial sera choisi pour le match. Bien que Vince McMahon ait tenté d'influencer le conseil d'administration pour choisir son fils, Shane McMahon, c'est finalement Stone Cold Steve Austin qui sera choisi comme arbitre spéciale pour ce match. Enfin, lors du Raw du 26 mars, Vince McMahon va affronter Bobby Lashley dans un match sans disqualification, lors de ce match plusieurs catcheurs vont intervenir en faveur de McMahon, dont Umaga. À la suite de toutes ces interventions McMahon va remporter le match.

### Chris Benoit contre Montel Vontavious Porter (MVP) pour le Championnat des États-Unis
Depuis son Inferno Match contre Kane à Armageddon 2006, dans un Inferno Match qu'il va perdre après que sont dos ait prit feu. Montel Vontavious Porter vise le titre de Champion des États-Unis de la WWE détenu par Chris Benoit.
À No Way Out 2007, Chris Benoit et les Hardy Boyz (Matt Hardy et Jeff Hardy) ont battu MNM (Joey Mercury et Johnny Nitro) et MVP dans un match par équipe. Lors du Smackdown du 2 mars, MVP et Chris Benoit perdent leur chance de participation au  Money in the Bank ladder match après que Finlay ait effectué le tombé victorieux sur Benoit. À la suite de cela, MVP a décidé de commencer à montrer qu’il était le « vrai » Champion des États-Unis. MVP aurait alors eut des matchs contre les "champions" d’autres pays (dont le Luxembourg et l’Écosse, qui en réalité étaient des jobbers), les battant en quelques minutes. MVP, rancunier de la défaite de Chrs Benoit pour le Money in the Bank ladder match, va demander à Theodore Long un match de championnat contre Benoit à Wrestlemania 23. La semaine suivante Theodore Long accepte la requête de MVP avant de se faire attaquer par Chris Benoit, énérvé de la desicion de Theodore Long.

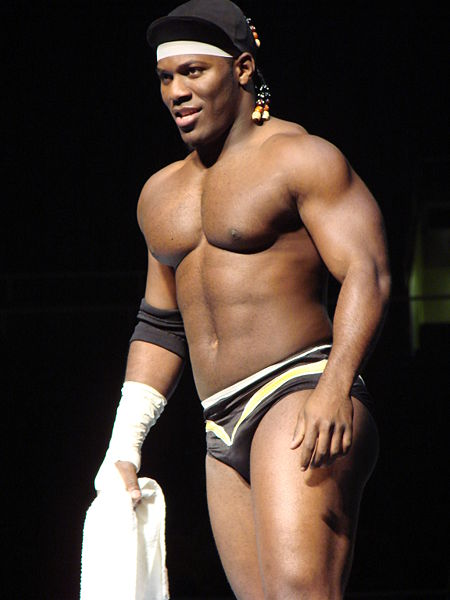
Elijah Burke, le leader de la New Breed.

### ECW Originals contre The New Breed
Lors de l'épisode de la ECW du 30 janvier, Vince McMahon annonce qu'il en a marre des anciennes gloires de la ECW (Tommy Dreamer, le Sandman, Sabu ou encore Rob Van Dam) et qu'il changera la ECW avec des lutteurs charismatiques comme Elijah Burke. Sur ces paroles des anciens de la ECW attaqua Elijah Burke au grand mécontentement de Vince McMahon.
Lors de l'épisode de la ECW du 6 février, Elijah Burke est rejoins par d'autres jeunes superstars de la ECW (Matt Striker, Marcus Cor Von et Kevin Thorn) pour former un nouveau clan, la New Breed. Au fil des semaines, une guerre éclate entre les ECW originals et le New Breed. Les deux clans se font face dans plusieurs matches par équipe au fil des semaines. La New Breed semble avoir dominé les débats pendant plusieurs semaines. Cependant, Rob Van Dam, le leader des ECW Originals a battu le leader de la New Breed, Elijah Burke dans un match en simple.
Finalement, lors de l'épisode de la ECW du 6 mars, Tommy Dreamer challenge la New Breed pour un Eight-man tag team match à Wrestlemania.

### Money In The Bank Ladder Match

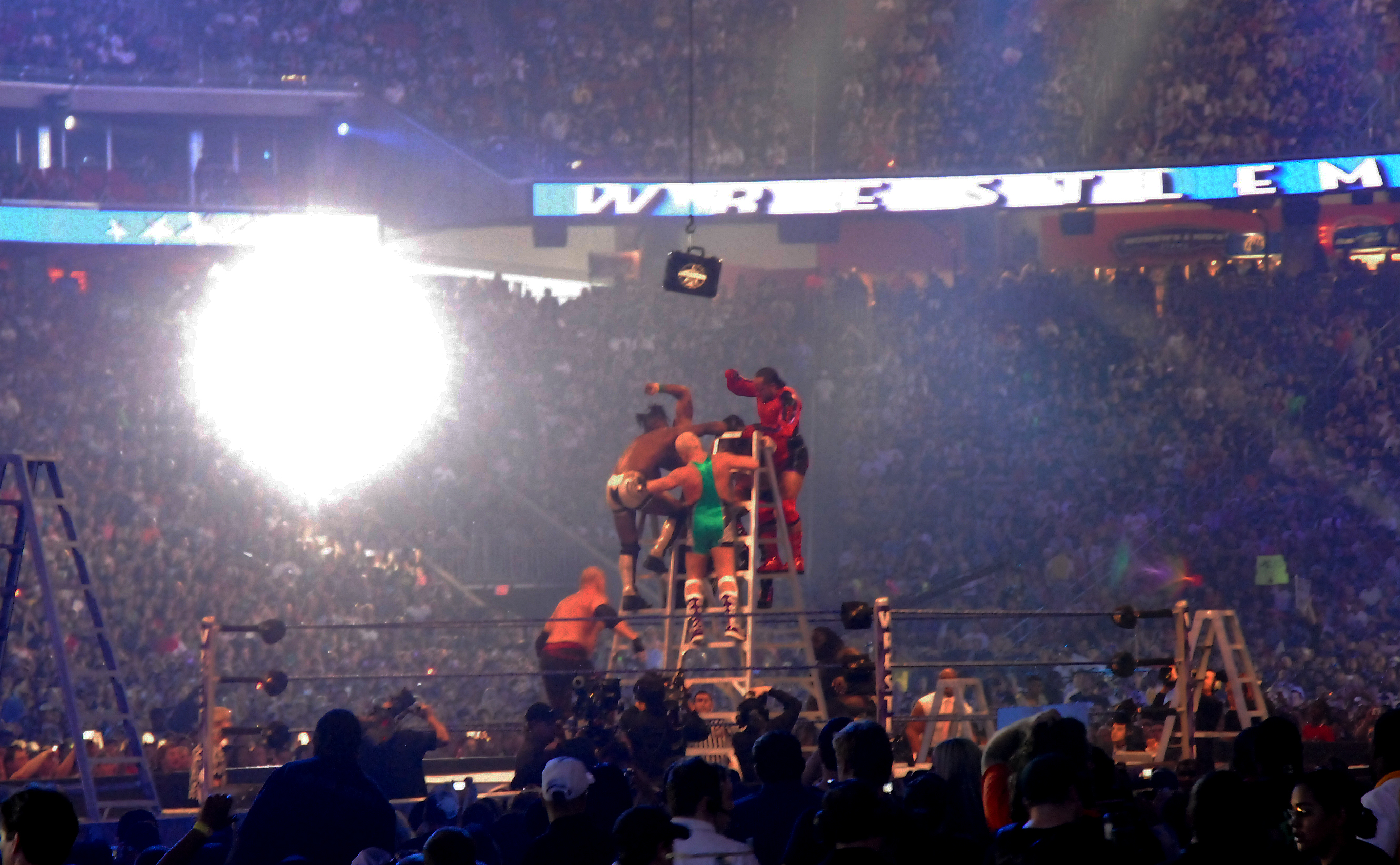
Money in the Bank Ladder Match de WrestleMania XXV.

La WWE annonce la troisième édition du Money in the Bank ladder match, qui pour la première fois opposera à WrestleMania huit catcheurs pour tenter de récupérer la mallette dénommée Money in the Bank, qui permet à son possesseur d'obtenir un match pour le titre de son choix quand il veut et contre qui il veut pour une durée d'un an.
Finalement, quatre catcheurs de Raw, trois de Smackdown et un de la ECW se sont qualifiés pour le match.

Il est à noter que lors du Raw du 5 mars Ric Flair et Carlito s'affrontaient pour déterminer le dernier participant, cependant le Great Khali intervient et attaque les 2 catcheurs. Le match sera reporté au RAW du 12 mars mais est transformé en Triple Threat Elimination Match avec en plus de Ric Flair et Carlito, Randy Orton. 

## Déroulement du spectacle

### Avant-spectacle
Un dark match (match non-télévisé) a été prévu avant l'événement, ce sera un Tag Team Lumberjack match qui va opposer Ric Flair et Carlito contre le Champion poids-moyens, Chavo Guerrero et Gregory Helms. Les trente et un bûcherons (Lumberjack), eux non plus n'ayant pas de match prévu pendant ce pay-per-view, seront positionnés tout autour du ring. Le match va se finir par une victoire de Ric Flair et Carlito après que Carlito est porté son Back Stabber sur Chavo Guerrero et effectué le tombé.

### Matchs préliminaires
L’événement débute officiellement quand Aretha Franklin chante l'hymne America the Beautiful. La retransmission télévisuelle commence donc au début de la chanson.

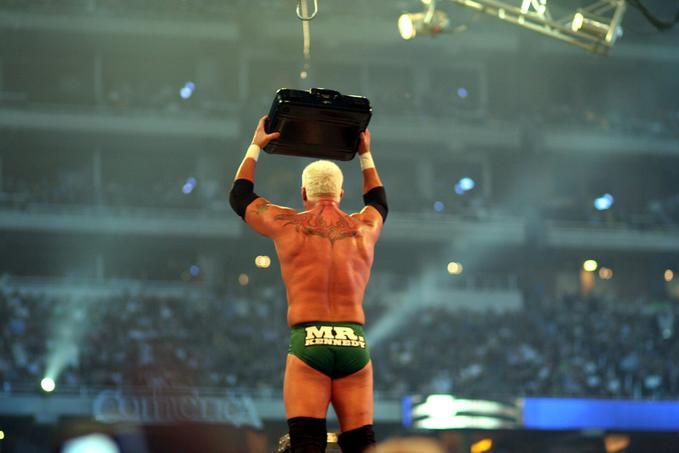
Mr. Kennedy juste après sa victoire lors du Money in the Bank ladder match. Il a triomphé de sept autres adversaires.

Le premier match est le traditionnel Money in the Bank ladder match, qui oppose pour la première fois huit catcheurs : Edge, Randy Orton, Jeff Hary, Matt Hardy, Finlay, King Booker, Mr. Kennedy et CM Punk. Le match dure plus de vingt minutes. Il est notamment marqué par la descente de la cuisse de Jeff sur Edge qui était allongé sur une échelle. Le choc va être si violent qu'Edge et Jeff seront évacués sur une civière. Le match sera aussi marqué par le fait que Matt Hardy a menacé King Booker de s'attaquer à sa femme s'il décrochait la mallette et l'intervention d'Hornswoggle en faveur de Finlay. À la fin du match, le décrochage de la mallette se joue entre CM Punk et Mr. Kennedy. Ce dernier va expulser CM Punk de l'échelle en le frappant avec une autre échelle, et décroche la ceinture pour remporter la victoire.
Le deuxième match est un match "interpromotionel" entre le Great Khali, qui représente Raw, et Kane qui représente SmackDown. Le match sera marqué par l'enfourchement que va porter Kane sur le Great Khali. Ce moment est un hommage à l'enfourchement d'Hulk Hogan sur André le Géant, vingt ans aux parts avant à WrestleMania III. Malgré ce bel hommage, le Great Khali va remporter le match grâce à sa Khali Bomb géant porté sur Kane avant de lui faire le tombé. Après le match, Kane va essayer d'étrangler le Great Khali, grâce au crochet de son film See No Evil mais c'est le Great Khali va réussir à étrangler Kane avec le crochet.
Ensuite, dans les vestiaires, on voit Cryme Tyme avec Eugene, qui c'était fait raser à Raw par Vince McMahon, pour intimider Donald Trump. Cryme Tyme va essayer de remonter le moral d'Eugene en le faisant danser avec le Extreme Exposé (composée de Kelly Kelly, Brook et Layla), mais Eugene va préférer danser avec Mae Young et Fabulous Moolah. Ils seront rejoint par plusieurs légendes de la WWE dont le Hall of Famer Dusty Rhodes. Quand soudain Ron Simons vient arrêter la petite fête et dire sa catchphrase "DAMN!".
Le troisième match est le match pour le Championnat des États-Unis, qui oppose le champion Chris Benoit à son challenger Montel Vontavious Porter (venant avec une équipe de cheerleaders pour son entrer). Le match sera très technique et contiendra beaucoup de prises de soumissions. Benoit esserat pendant tout le match de verroullier ses prises de soumission dont son Crippler Crossface mais MVP va réussir à renverser chaque une de ces tentatives. Dans le match Benoit va réussir à porter son Hat Trick (un enchainement de trois German Suplex). Le champion Chris Benoit conserve son titre après avoir porté son Diving Headbutt et exécuter le tombé sur MVP.
Par la suite, les intronisés de 2007 au WWE Hall of Fame sont venus saluer le public et un hommage leur a été rendu par le public.

### Matchs principaux (main events)

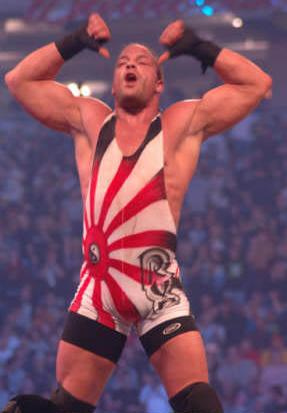
Rob Van Dam le leader des ECW Originals, après la victoire de son équipe sur la New Breed.

Le match suivant est le match pour le championnat du monde poids lourds de la WWE qui oppose le champion Batista à son challenger The Undertaker. Batista, exécute un spear sur The Undertaker pendant que la cloche sonne. Pendant ce match, The Undertaker va porter un Suicide Dive au-dessus la troisième corde, un Chockslam et un Last Ride. Quant à Batista va passer The Undertaker grâce à une Powerbomb sur la table des commentateurs de la ECW et il va effectuer un Spinebuster et sa Powerbomb. The Undertaker va réussir à battre Batista sur un Tombstone Pliedriver pour devenir le nouveau Champion du monde poids-lourds et amenant sa série d'invincibilité à 15 victoires. La victoire de The Undertaker a fait de lui le premier lutteur à avoir remporté le Championnat du Monde des Poids Lourds et le Championnat WWE à WrestleMania.
Le cinquième match est le Eight-man tag team match, qui oppose les ECW Originals (Rob Van Dam, Tommy Dreamer, le Sandman et Sabu) face à la New Breed (Elija Burke, Matt Striker, Marcus Corn Von, et Kevin Thorn (accompagné d'Ariel)). Le match commence avec Corn Von et Sabu, qui va dominer le match et puis les deux équipes vont faire plusieurs changements jusqu'à ce que Kevin Thorn prenne l'avantage sur Tommy Dreamer, avant de faire le changement pour Elija Burke. Vers la fin du match les ECW Originals vont reprendre l'avantage grâce à Sabu, le match va dégénérer et tous les participants vont se battre à l'extérieur du ring. Rob Van Dam va profiter de cette bagarre pour donner la victoire à son équipe grâce à un Five-Star Frog Splash, porter sur Striker avant de faire le tombé.

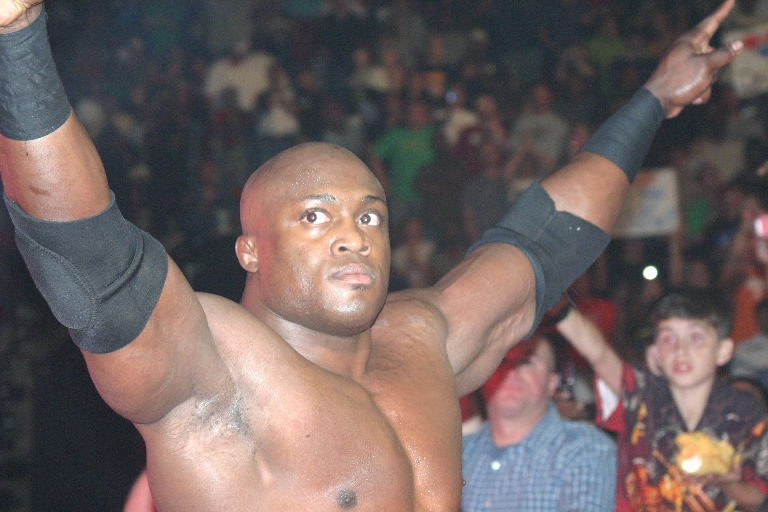
Bobby Lashley a représenté Donald Trump dans la "Bataille des milliardaires".

Le sixième match est la "Battle of the Billionnaires" entre Vince McMahon, représenter par Umaga le Champion intercontinentale (accompagné d'Armando Estrada) et Donald Trump, représenter par Bobby Lashley le Champion de la ECW. L'arbitre spéciale de ce match est Stone Cold Steve Austin. Le match sera dominé par Umaga, qui va s'embrouiller avec Stone Cold, au point de l'assommer. À la suite de cette embrouille Shane McMahon, le fils de Vince, va en profiter pour essayer de prendre la place de Stone Cold en tant qu'arbitre mais il sera arrêté par Stone Cold. Ce dernier, vers la fin du match va porter un Stunner pour se venger de l'attaque porter sur lui par Umaga, Lashley va profiter du Stunner de Stone Cold pour porter sa Spear et donner la victoire à Donald Trump.
Après sa défaite McMahon va essayer de s'échapper pour ne pas être rasée, mais Stone Cold lui porte un Stunner au centre du ring. Après qu'il est était attaché à la chaise de barbier, Stone Cold, Lashley et Trump vont couper lui les cheveux et le raser au centre du ring. Stone Cold va ensuite commencer à boire des canettes de bières et qu'il va partager avec Trump avant de lui porter à lui aussi un Stunner au centre du ring.
L'avant-dernier match est le Lumberjill match pour le Championnat féminin de la WWE qui oppose la championne Mélina à sa challengeuse Ashley. Les bûcheronnes seront au nombre de douze, positionnées tout autour du ring et pourrons intervenir dans le match sans disqualifications. La championne Melina va conserver son titre après a effectué le tombé sur Ashley avec un Bridge Pin. À la suite de ce match, les bûcheronnes vont entrer dans un catfight.

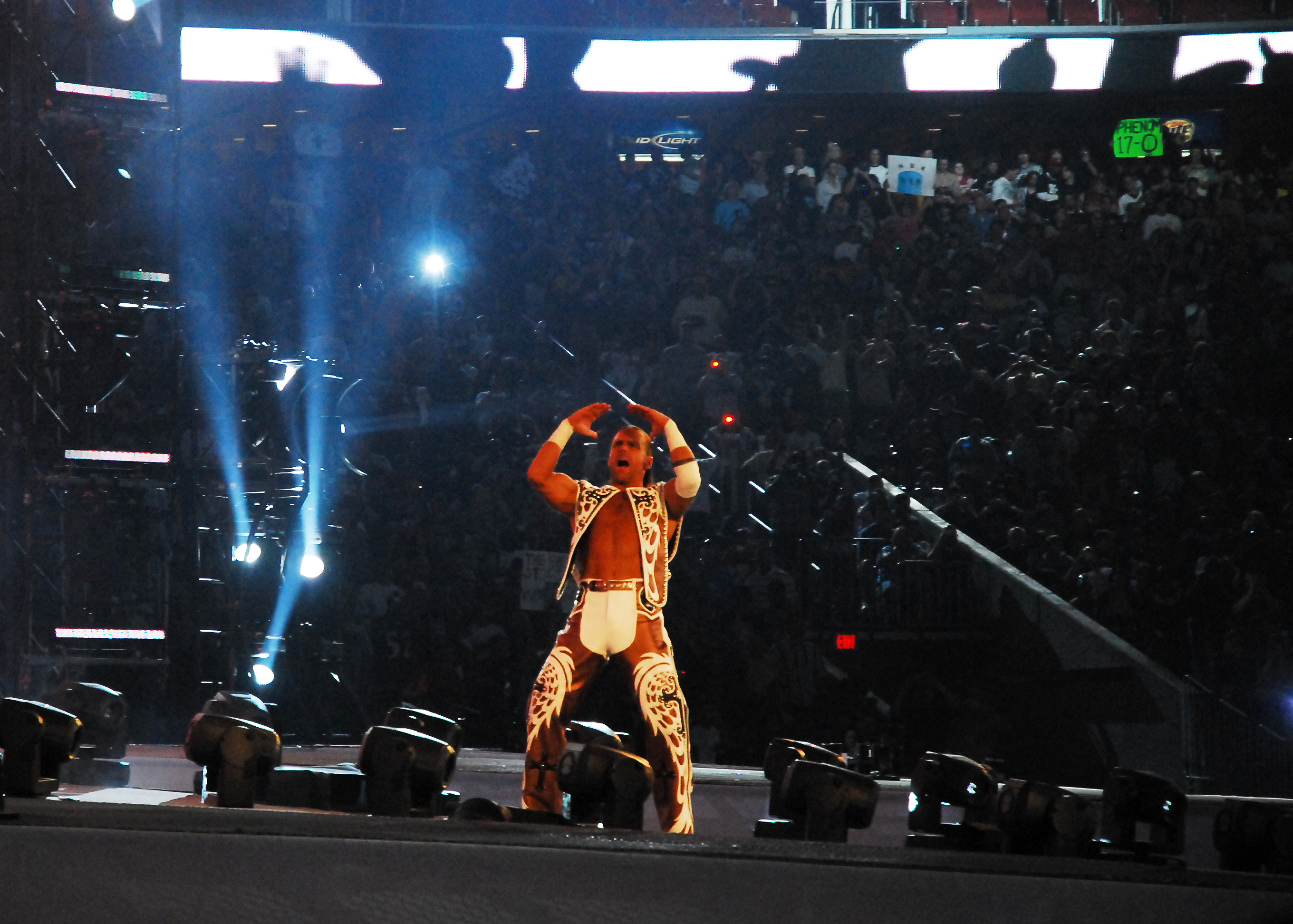
Shawn Michaels pendant son entrée, juste avant son match à WrestleMania 23 contre John Cena.

Le dixième et dernier match télédiffusé de la soirée est le match pour le Championnat de la WWE qui oppose le champion John Cena (qui fera son entrée dans une Ford Mustang), à son challenger Shawn Michaels. Pendant ce match Michaels vas faire un Springboard Moonsault de la troisième corde pour atterrir sur Cena. Michaels va aussi porter un Piledriver sur les escaliers, ce qui va faire saigner l'arrière du crâne de Cena. Mais ce dernier va reprendre l'avantage et porter un Five-Knuckle Shuffle, et porter son F-U. Cena va aussi esquiver un Sweet Chin Music, que l''arbitre va prendre à sa place. Cena portera dans ce match un autre F-U, et un STF-U, quant à Michaels il portera un Sweet Chin Music à Cena. Le champion John Cena va conserver son titre après qu'il est fait abandonner Michaels dans un second STF-U. Après le match, Michaels s’est éloigné du ring. Cena va essayer sans succès, de serrer lui main, mais il offrit quand même un salut à Michaels.

## Tableau des résultats
| #                                                                | Match | Stipulation | Temps |
| ---------------------------------------------------------------- | --- | --- | ----- |
| Dark                                                             | Ric Flair et Carlito battent Chavo Guerrero et Gregory Helms | Tag Team Lumberjack match | 05:13 |
| 1                                                                | Mr. Kennedy bat Edge, CM Punk, Jeff Hardy, Matt Hardy, Finlay, Randy Orton et King Booker (w/Queen Sharmell)                                                     | Money In The Bank ladder match | 24:10 |
| 2                                                                | The Great Khali bat Kane | Match simple | 05:30 |
| 3                                                                | Chris Benoit (c) bat MVP | Match simple pour le Championnat des États-Unis WWE                                                                                             | 09:15 |
| 4                                                                | The Undertaker bat Batista (c) | Title vs Streak match Match simple - La série d’invincibilité d’Undertaker à WrestleMania contre le Championnat du monde poids-lourds de Batsta | 15:51 |
| 5                                                                | The ECW Originals (Tommy Dreamer, Sabu, The Sandman et Rob Van Dam) battent The New Breed (Elijah Burke, Marcus Cor Von, Matt Striker et Kevin Thorn) (w/Ariel)  | Eight-man tag team match | 07:27 |
| 6                                                                | Bobby Lashley (qui représente Donald Trump) bat Umaga (qui représente Vince McMahon w/Armando Estrada) (avec Stone Cold Steve Austin en tant qu'arbitre spécial) | Hair vs. Hair match | 13:00 |
| 7                                                                | Melina (c) bat Ashley | Lumberjill match pour le WWE Women's Championship                                                                                               | 03:40 |
| 8                                                                | John Cena (c) bat Shawn Michaels | Match simple pour le Championnat de la WWE | 29:27 |
| (c) désigne le(s) champion(s) défendant son titre dans le match. | | |       |

## Conséquences
La rivalité entre John Cena et Shawn Michaels va continuer par la suite. Lors du Raw juste après WrestleMania, une bataille royale à 10 équipes est organisée pour les championnats du monde par équipe où Michaels et Cena vont conserver leurs titres. Alors que la bataille était finit, Jonathan Coachman annonce qu'une seconde bataille royale avec 10 nouvelles équipes va commencer, à la fin du match Michaels trahit Cena, en lui portant un Superkick alors qu'ils dominaient le match. Cette trahison va donner la victoire au Hardy's de remporter les championnats du monde par équipe. Lors du Raw juste avant Backlash, Cena et Michaels ont disputé un match d'une heure où le titre n'était pas en jeu qui sera remporté par Michaels. À Backlash John Cena va réussir à battre Michaels, Edge et Randy Orton dans un Fatal-4-Way Match, pour conserver le championnat de la WWE.
À Backlash, le mois suivant, Batsta a affronté l'Undertaker dans un Last Man Standing pour tanter de récupérer le championnat du monde des poids-lourds que Batista a perdus à WrestleMania. Le match se conclura par un match nul après que les deux hommes n’aient pas répondu au compte de dix, ce qui a permis à Undertaker de conserver son titre. Lors du SmackDown du 11 mai, les deux se sont affrontés dans Steel Cage Match, qui s’est terminé par un tirage au sort après que les deux hommes se soient échappés de la cage en même temps. La rivalité prit fin, lorsque, Edge, qui a remporté la mallette du Money in the Bank de Mr. Kennedy, lors d'un match à Raw le lundi précédent, va encaisser sa mallette pour le championnat du monde poids-lourds. Il va battre l'Undertaker après son Steel Cage Match contre Batista et d'une attaque de Mark Henry, pour gagner le titre.
Vince McMahon, livide après avoir été humilié à WrestleMania, a juré de faire de la vie de Lashley un enfer, le démolir et de lui prendre son championnat de la ECW. À Backlash, Vince, son fils Shane McMahon et Umaga ont participé à un 1 on 3 Handicap Match contre Lashley, et après deux Samoan Splashes d’Umaga, Vince fait le tomber sur Lashley pour remporter le championnat de la ECW. La rivalité va continuer sur deux autres pay-per-views, avec Lashley qui va faire le tomber sur Shane McMahon dans la une revanche à Judgment Day, mais Vince en tant que président, décident que Lashley n’a pas remporté le titre car il n'a pas effectué le tomber sur lui et il doit battre seulement lui. À One Night Stand, Lashley a finalement battu Vince dans un Street Fight Match pour récupérer le Championnat de la ECW.
À Backlash, Benoit réussit à conserver son championnat des États-Unis face à MVP, dans un match revanche de WrestleMania. Mais ça aura permis à MVP de remporter le titre dans un match Two of three falls à Jugement Day, face à Benoit en gagnant 2-0.
Lors de l'épisode de la ECW juste après WrestleMania, la New Breed battant les ECW Originals dans un match Extremes Rules. Sabu a été libéré de la société peu de temps après WrestleMania, le Sandman est allé à Raw quelques mois plus tard dans la WWE Draft de 2007. Kevin Thorn a quitté la New Breed peu après WrestleMania et les fédérations peu après. Marcus Cor Von va lui aussi quitter la fédération. À ce stade, Elijah Burke et Matt Striker avaient cessé de s’associer les uns avec les autres, avec Striker finalement être relégué à un rôle de manager pour Big Daddy V. En outre, Rob Van Dam a quitté l’entreprise lorsque son contrat a expiré peu après One Night Stand. En conséquence de tout cela, la rivalité s'est éteinte petit à petit, et n'est restée que très peu dans les mémoires.
Ce fut le dernier WrestleMania à être en format 4:3 jusqu’en janvier 2008 car WrestleMania XXIV passe à la haute définition.

### Sponsor controversé
Rockford-Montgomery Labs, par le biais de sa marque 360 OTC, a été nommé sponsor officiel de l’événement. Le 19 janvier 2008, WWE a déposé une plainte contre 360 OTC pour le non-paiement de leur contrat de sponsoring. Une poursuite similaire a également été faite par l’équipe Bill Davis Racing de la NASCAR Cup Series, qui avait sponsorisé WWE et WrestleMania 23 dans le cadre de son contrat de sponsoring avec 360 OTC,.

## Accueil et critiques
WrestleMania 23 a reçu un bilan positif des critiques. La section catch du site canadien Canadian Online Explorer donna au show la note de 8 sur 10 (soit moins que l'édition précédente qui avait obtenu 8,5). Ils firent cependant l'éloge du main event (qui reçut la note de 9 sur 10, une note excellente qui est supérieure au match entre Triple H et John Cena l'année précédente, qui avait récolté la note de 8,5) et du Money in the Bank Ladder Match (qui reçut la note de 9, une note qui est supérieur à l'année précédente, qui avait récolté la note de 7 sur 10). La "Battle of the Billionaires" est jugée très bonne (8 sur 10), tout comme le match entre The Undertaker et Batista (7,5 sur 10). Cependant, le Lumberjill Match pour le championnat féminin (2 sur 10) et le match entre Kane et The Great Khali (0,5 sur 10) et le match féminin (1 sur 10) sont jugés mauvais, voire catastrophiques pour le dernier.
Kevin Pantoja, journaliste pour le périodque 411 Mania, donne à l'événement une note globale de 7,5 sur 10. Il considère comme excellent le main event et va lui donner la note de 4 étoiles et un quart sur 5. Il considère aussi le Money in the Bank Ladder Match et le match entre Batista et The Undertaker excellent, il va leur donner la note de 4 étoiles sur 5. Il considère le match entre Benoit et MVP, bon et il juge la "Battle of the Billionaires" divertissante. Quant au match entre Kane et The Great Khali et le Lumberjill Match il les considère comme terribles, mais pas trop longs.
La 23e édition de WrestleMania a rapporté 5,38 millions de dollars grâce à la vente de billets pour un public de 80 103 personnes au Ford Field. En avril 2007, la WWE déclare que le spectacle a été suivi par 1 200 000 personnes en paiement à la séance. L'année précédente, 975 000 personnes avaient payé pour suivre la 22e édition de WrestleMania. 

## DVD
L'événement est sorti en DVD aux États-Unis le 22 mai 2007 par WWE Home Video. En plus de l'événement principal, les versions DVD de nombreux bonus notamment, le Tag Team Lumberjack Match, plusieurs vignettes et publicités, quelques segments, la diffusion en totalité du WWE Hall of Fame 2007 s'étant déroulé le soir avant le spectacle.